# Coppa KOVO 2013 (femminile)
La Coppa KOVO 2013 si è svolta dal 20 al 28 luglio 2013: al torneo hanno partecipato 6 squadre di club sudcoreane; la  vittoria finale è andata per la prima volta alle IBK Altos.

## Regolamento
La competizione vede le 6 squadre provenienti dalla V-League divise in due gironi da 3 squadre ciascuno, al termine dei quali le prime due classificate dei due gironi si incrociano in semifinale, con le vincitrici che si affrontano nella finale in gara unica.

## Squadre partecipanti
| Girone A          | Girone B         |
| ----------------- | ---------------- |
| GS Caltex Seoul   | KGC Ginseng      |
| Pink Spiders      | IBK Altos        |
| Hyundai Hillstate | Korea Expressway |

## Competizione

### Fase a gironi

#### Gruppo A
| 20 luglio 2013 Sangroksu Gymnasium, Ansan Durata: 1h:48 - Spettatori: 2 972 | GS Caltex Seoul   | 1 - 3 | Hyundai Hillstate | 25-20, 20-25, 18-25, 23-25 |
| 22 luglio 2013 Sangroksu Gymnasium, Ansan Durata: 1h:21 - Spettatori: 919   | Hyundai Hillstate | 3 - 0 | Pink Spiders      | 25-23, 25-17, 26-24        |
| 24 luglio 2013 Sangroksu Gymnasium, Ansan Durata: 1h:47 - Spettatori: 636   | Pink Spiders      | 1 - 3 | GS Caltex Seoul   | 15-25, 25-22, 21-25, 22-25 |

##### Classifica
| Pos | Squadra           | Pt | G | V | P | SV | SP | Ratio | PF  | PS  | Ratio |
| --- | ----------------- | -- | - | - | - | -- | -- | ----- | --- | --- | ----- |
| 1   | Hyundai Hillstate | 4  | 2 | 2 | 0 | 6  | 1  | 6.000 | 171 | 150 | 1.140 |
| 2   | GS Caltex Seoul   | 3  | 2 | 1 | 1 | 4  | 4  | 1.000 | 183 | 178 | 1.028 |
| 3   | Pink Spiders      | 2  | 2 | 0 | 2 | 1  | 6  | 0.167 | 159 | 173 | 0.850 |

#### Gruppo B
| 21 luglio 2013 Sangroksu Gymnasium, Ansan Durata: 1h:16 - Spettatori: 3 540 | IBK Altos        | 3 - 0 | Korea Expressway | 25-15, 25-19, 25-21               |
| 23 luglio 2013 Sangroksu Gymnasium, Ansan Durata: 2h:02 - Spettatori: 792   | Korea Expressway | 2 - 3 | KGC Ginseng      | 22-25, 25-17, 20-25, 25-16, 12-15 |
| 25 luglio 2013 Sangroksu Gymnasium, Ansan Durata: 1h:37 - Spettatori: 797   | KGC Ginseng      | 1 - 3 | IBK Altos        | 25-23, 10-25, 15-25, 20-25        |

##### Classifica
| Pos | Squadra          | Pt | G | V | P | SV | SP | Ratio | PF  | PS  | Ratio |
| --- | ---------------- | -- | - | - | - | -- | -- | ----- | --- | --- | ----- |
| 1   | IBK Altos        | 4  | 2 | 2 | 0 | 6  | 1  | 6.000 | 173 | 125 | 1.384 |
| 2   | KGC Ginseng      | 3  | 2 | 1 | 1 | 4  | 5  | 0.800 | 168 | 159 | 0.832 |
| 3   | Korea Expressway | 2  | 2 | 0 | 2 | 2  | 6  | 0.333 | 147 | 173 | 0.919 |

### Fase finale
|  | Semifinali        | Semifinali        | Semifinali |           |                   | Finale            | Finale | Finale |  |
|  |                   |                   |            |           |                   |                   |        |        |  |
|  | Hyundai Hillstate | Hyundai Hillstate | 3          |           |                   |                   |        |        |  |
|  | Hyundai Hillstate | Hyundai Hillstate | 3          |           |                   |                   |        |        |  |
|  | KGC Ginseng       | KGC Ginseng       | 2          |           |                   |                   |        |        |  |
|  | KGC Ginseng       | KGC Ginseng       | 2          |           | Hyundai Hillstate | Hyundai Hillstate | 0      |        |  |
|  |                   |                   |            |           | Hyundai Hillstate | Hyundai Hillstate | 0      |        |  |
|  |                   |                   | IBK Altos  | IBK Altos | 3                 |                   |        |        |  |
|  | IBK Altos         | IBK Altos         | IBK Altos  | IBK Altos | 3                 | 3                 |        |        |  |
|  | IBK Altos         | IBK Altos         |            |           |                   |                   |        |        |  |
|  | GS Caltex Seoul   | GS Caltex Seoul   | 1          |           |                   |                   |        |        |  |

#### Semifinali
| 26 luglio 2013 Sangroksu Gymnasium, Ansan Durata: 2h:11 - Spettatori: 757   | Hyundai Hillstate | 3 - 2 | KGC Ginseng     | 22-25, 25-17, 23-25, 26-24, 15-11 |
| 27 luglio 2013 Sangroksu Gymnasium, Ansan Durata: 1h:41 - Spettatori: 1 382 | IBK Altos         | 3 - 1 | GS Caltex Seoul | 25-17, 20-25, 25-17, 25-19        |

#### Finale
| 28 luglio 2013 Sangroksu Gymnasium, Ansan Durata: 1h:17 - Spettatori: 4 204 | Hyundai Hillstate | 0 - 3 | IBK Altos | 20-25, 13-25, 17-25 |

## Premi individuali
| Premio                 | Giocatrice  | Squadra           |
| ---------------------- | ----------- | ----------------- |
| MVP                    | Kim Hee-jin | IBK Altos         |
| Most Impressive Player | Kim Su-ji   | Hyundai Hillstate |